# 北川保昌
北川 保昌（きたがわ やすまさ）は、過去にコナミデジタルエンタテインメントに所属し、現在カプコンに所属するゲームミュージック作曲家。

## 人物
1997年にコナミ（現コナミデジタルエンタテインメント）に入社、コナミに所属していたころは、広野智章、弓島隆子らと並んで実況パワフルプロ野球シリーズ、パワプロクンポケットシリーズなどのシリーズの多くの作品でサウンドスタッフを務めていた。
2008年にコナミを退社後、現在はカプコンに所属し、『エクストルーパーズ』や『レイトン教授VS逆転裁判』のサウンドスタッフを務めている。

## 参加作品
- がんばれゴエモン〜ネオ桃山幕府のおどり〜
- がんばれゴエモン〜でろでろ道中 オバケてんこ盛り〜
- 実況パワフルプロ野球シリーズ
- パワプロクンポケットシリーズ
- beatmania IIDXシリーズ - 家庭用7th/8thに参加
- TATSUNOKO VS. CAPCOM ULTIMATE ALL-STARS
- バイオハザード ザ・マーセナリーズ 3D
- レイトン教授VS逆転裁判
- エクストルーパーズ
- オトレンジャー
- 大逆転裁判 -成歩堂龍ノ介の冒險-
- 大逆転裁判2 -成歩堂龍ノ介の覺悟-
- 囚われのパルマ
- めがみめぐり

## ゲーム提供楽曲
- beatmania IIDX 8th Style(CS)
  - sugession(kita-g)
- オトレンジャー
  - Beated Heroes(cap*tune)
  - Change(Chang-Boku P feat. Take-C)
  - キラ☆メキ ランデヴー(Chang-Boku P feat. 久猫あむ)
  - フラグメント(cap*tune)
  - Pani Pani(cap*tune feat. 828 sisters)
  - New Old Groove(cap*tune)

## CD提供楽曲
- ザ・レジェンドアーチスト
  - 街に放たれたライオン
- We are ROCK-MEN!
  - FLASHMAN STAGE
  - SNAKEMAN STAGE
- ロックマン ディストピア
  - Vertical Resonance(ロックマンX、「アーマーアルマージステージのREMIX」)